# Úniková rychlost
Úniková rychlost (u Země při povrchu mluvíme o 2. kosmické rychlosti) je rychlost, kterou se pohybuje po parabolické dráze kolem centrálního tělesa v dané výši těleso zanedbatelně malé hmotnosti. Je to nejnižší možná rychlost, při které těleso může definitivně opustit sféru gravitačního vlivu planety.
Velikost únikové rychlosti {\displaystyle v_{u}} v daném místě závisí na hmotnosti centrálního tělesa {\displaystyle M} a na vzdálenosti {\displaystyle r} od středu tohoto tělesa podle vztahu
{\displaystyle v_{u}={\sqrt {\frac {2GM}{r}}}={\sqrt {\frac {2\mu }{r}}}},
kde {\displaystyle G} je gravitační konstanta a {\displaystyle \mu } je gravitační parametr centrálního tělesa.
Ze vzorce je zřejmé, že úniková rychlost se vzdáleností od centrálního tělesa klesá. V tabulce níže jsou uvedeny hodnoty únikové rychlosti pro různé výšky drah v gravitačním poli Země, v následující tabulce pak únikové rychlosti přepočítané na povrch (resp. horní hranici mraků) u jednotlivých planet sluneční soustavy.
Jistým zvláštním případem je tak zvaná černá díra, kde úniková rychlost z horizontu událostí (hranice černé díry, ze které už nedokáže uniknout ani světlo) je (teoreticky) větší nežli rychlost světla, která však nemůže být překročena; proto vše, co překročí horizont událostí, zůstává z dnešního hlediska nenávratně uvnitř černé díry (a je tedy zvenčí nepozorovatelné).

## Úniková rychlost podle výšky nad povrchem Země
Tato tabulka uvádí závislost mezi únikovou rychlostí a výškou nad povrchem Země.
| Výška (km) | Rychlost (km/s) | Poznámka              |
| ---------- | --------------- | --------------------- |
| 0          | 11,180          |                       |
| 200        | 11,009          | nejnižší dráhy družic |
| 500        | 10,766          |                       |
| 1 000      | 10,395          |                       |
| 5 000      | 8,370           |                       |
| 10 000     | 6,977           |                       |
| 18 000     | 5,719           | navigační družice GPS |
| 36 000     | 4,337           | stacionární družice   |
| 50 000     | 3,760           |                       |
| 100 000    | 2,738           |                       |
| 384 400    | 1,475           | dráha Měsíce          |
| 500 000    | 1,255           |                       |

## Úniková rychlost na planetách, Slunci a Měsíci
Tato tabulka uvádí únikovou rychlost na různých tělesech Sluneční soustavy.
| Planeta | Rychlost (km/s) | Poznámka             |
| ------- | --------------- | -------------------- |
| Slunce  | 620             | na povrchu fotosféry |
| Merkur  | 4,25            |                      |
| Venuše  | 10,36           |                      |
| Země    | 11,18           |                      |
| Měsíc   | 2,40            |                      |
| Mars    | 5,03            |                      |
| Jupiter | 59,55           | na hranici mračen    |
| Saturn  | 35,51           | na hranici mračen    |
| Uran    | 21,29           | na hranici mračen    |
| Neptun  | 23,50           | na hranici mračen    |